# 赵宇亮
赵宇亮（1963年2月—），四川南充人，中国化学家，国家纳米科学中心、中国科学院高能物理研究所研究员。2017年当选为中国科学院院士。

## 生平
1985年毕业于四川大学化学系，1996和1999年在日本东京都立大学先后获硕士和博士学位。